# Have a Cigar
"Have a Cigar" (en español: Toma un puro) es la tercera canción escrita por Roger Waters y cantado por Roy Harper, grabada y publicado por la banda de rock progresivo Pink Floyd, lanzado el 15 de septiembre de 1975, como parte del álbum "Wish You Were Here". Es la primera de la cara B del LP original; en la versión de CD sigue a “Welcome to the machine”.

## Composición
Al igual que Welcome to the machine, la música y la letra de la canción fueron escritas por Roger Waters; es una crítica sobre la hipocresía y la avaricia dentro del negocio de la música. La música en sí es un rock más puro que el resto del álbum, que comienza con un agitado riff interpretado por la guitarra eléctrica y el bajo. La pista se completa con una guitarra adicional, piano eléctrico y partes de sintetizador para crear una textura de Funk rock.
"Have a cigar" llega a su punto culminante con un solo de guitarra abrasador, que es interrumpido por un efecto sonoro de barrido con filtro de sintetizador conforme la música reduce su volumen hasta el nivel de una pequeña radio AM. Algunos han especulado que esto representa la transformación de la música en un producto sin valor, publicitado para las masas (que sería casi profético, ya que la pista recibió una repetitiva emisión como sencillo en las emisoras de radio). Finalmente, la canción se termina con el sonido de una radio siendo sintonizada de una emisora a otra; este efecto es usado como una transición a la canción siguiente, la que da título al álbum, "  Wish You Were Here".
La frase "Ah, a propósito, cuál de ustedes es Pink?" (Oh, by the way: which one is Pink?) se rumorea que en realidad fue preguntada a la banda en sus años formativos de los años 1960 por un ejecutivo de una compañía de discos. Se dice que el ejecutivo dio la mano a todos los miembros de la banda, los alabó, y a continuación hizo la pregunta. Más tarde, el nombre Pink fue usado para el personaje principal en Pink Floyd: The Wall.
La canción fue interpretada por primera vez por el grupo durante su gira norteamericana de 1975 entre las dos mitades de "Shine On You Crazy Diamond" con Waters y David Gilmour compartiendo la parte vocal.
La canción fue tocada en las giras de 1975 y 1977. Las interpretaciones de 1977 tuvieron a Roger Waters como voz solista y a Gilmour haciendo los coros. Los solos de guitarra en las interpretaciones en 1977 de "Have a Cigar" fueron tocados por Snowy White.
En la grabación original la voz principal de la canción no fue realizada por ningún miembro de Pink Floyd, sino por un cantante y compositor británico conocido por la banda: Roy Harper. Roger Waters tenía intención de realizar la parte vocal, como había hecho durante la mayor parte de las actuaciones en directo, pero había forzado su voz mientras grababa "Shine on you crazy diamond" y Gilmour no quería cantar la áspera letra. Harper estaba en la grabación su álbum HQ en el Estudio 2 de los Estudios Abbey Road mientras Pink Floyd estaban en el Estudio 3; al conocer el problema de la banda se ofreció para cantar la voz principal.
Más adelante Waters sostuvo que (quizás inconscientemente) esperaba que los otros miembros de la banda rechazarían su sugerencia e insistirían en mantener la canción estrictamente dentro de los confines de Pink Floyd. Así que se sorprendió cuando los otros aceptaron inmediatamente la idea, y Harper mantiene que él pidió como pago por sus servicios un abono de por vida al (cercano) estadio de cricket Lord's Cricket Ground. Harper se sintió insultado cuando en lugar de eso le enviaron un único cheque (que afirma no haber cobrado nunca).

## Créditos
- Roger Waters - bajo.
- David Gilmour - guitarras eléctricas.
- Richard Wright - teclados.
- Nick Mason - batería.
- Roy Harper - voz.